# Hélène de Hongrie (1155-1199)
Ne doit pas être confondu avec Hélène de Hongrie (reine de Croatie).
Hélène de Hongrie (en hongrois : Magyarországi Ilona), née vers 1155 et morte le 25 décembre 1199, est une princesse de la dynastie des Árpád, fille du roi Géza II de Hongrie et d'Euphrosine de Kiev. Elle fut duchesse d'Autriche à partir de 1177 et de Styrie de 1192 à 1194, par son mariage avec le duc Léopold V.

## Biographie
Hélène était la fille de Géza II (1130-1162), roi de Hongrie depuis 1141, et de son épouse, Euphrosine de Kiev (1130-1186), elle-même fille du grand-prince Mstislav Ier par sa deuxième épouse, Liubava Dmitrievna. On sait peu de choses sur sa vie ou son caractère. Les seuls faits clairs sur sa vie sont qu'à la Pentecôte le 12 mai 1174, elle fut mariée à Léopold V (1157-1194), prince de la maison de Babenberg, le fils aîné du duc Henri II d'Autriche.
Hélène et Léopold étaient fiancés dès leur plus jeune âge. En 1168 déjà, la princesse Agnès d'Autriche, sœur aînée de Léopold, avait épousé le roi Étienne III de Hongrie, le frère aîné d'Hélène décédé en 1172. Les deux mariages reflétait l'orientation politique vers l'ouest de la maison Árpád, en raison de la politique expansionniste de l'empereur byzantin Manuel Ier Comnène qui exerçait une influence significative notamment sur le règne du roi Béla III. D'autre part, les Babenberg, souverains d'Autriche depuis 976, gardaient un pouvoir considérable dans le Sud-Est du Saint-Empire. 
Son mari, duc d'Autriche après le décès de son père le 13 janvier 1177, a poursuivi sa politique ambitieuse. Un allié fidèle de l'empereur Frédéric Barberousse, il accompagnaient l'empereur à ses campagnes en Italie. En 1186, il a conclu un contrat de succession avec le duc Ottokar IV de Styrie, ce qui lui vaut le fief de la Styrie en 1192. Il est surtout connue pour sa participation à la troisième croisade et notamment au siège de Saint-Jean-d'Acre en 1191, après qu'il fit capturer le roi anglais Richard Cœur de Lion.
Léopold est décédé le 31 décembre 1194 des suites d'un accident de cheval. Hélène meurt cinq ans plus tard en 1199 ; elle est enterrée aux côtés de son mari à l'abbaye de Heiligenkreuz. 

## Mariage et descendance
Par son mariage avec Léopold V, Hélène a eu au moins deux (peut-être jusqu'à quatre) enfants : 
- Frédéric Ier (1175-1198), duc d'Autriche de 1194 à sa mort ;
- Léopold VI (1176-1230), duc de Styrie de 1194 et duc d'Autriche de 1198 à sa mort ;
- Agnès ?
- Berthe ?